# جون دي ليو
جون دي ليو (بالإنجليزية: John D'Leo)‏ مواليد 31 أغسطس 1995 في مقاطعة مونموث، هو ممثل أمريكي بدأ مسيرته الفنية سنة 2007.

## الأعمال

### مسلسلات
- القانون والنظام: الوحدة الخاصة للضحايا (2007) (بدور: درو رويس)
- غايدنغ لايت (2007)
- البرتقالي هو الأسود الجديد (2015)

## روابط خارجية
- جون دي ليو على موقع IMDb (الإنجليزية)
- جون دي ليو على موقع ألو سيني (الفرنسية)
- جون دي ليو على موقع أول موفي (الإنجليزية)
- جون دي ليو على موقع قاعدة بيانات الأفلام السويدية (السويدية)
- جون دي ليو على موقع قاعدة بيانات الفيلم (الإنجليزية)
- جون دي ليو على موقع كينوبويسك (الروسية)